# Hanyū
Hanyū (jap. 羽生市 Hanyū-shi) – miasto w Japonii, na wyspie Honsiu, w prefekturze Saitama. Ma powierzchnię 58,64 km². W 2020 r. mieszkało w nim 52 879 osób, w 21 089 gospodarstwach domowych  (w 2010 r. 56 215 osób, w 19 440 gospodarstwach domowych).

## Współpraca
Miejscowość partnerska:
- Durbuy, Belgia